# 友利翼
友利 翼（ともり つばさ、1983年2月6日 - ）は、日本の映画監督・映像作家。沖縄県出身。

## 略歴
19歳で上京し、専門学校卒業後テレビ局で番組アシスタントディレクターとして働くかたわら、自主脚本を執筆。退社後、フリーで映像制作を開始する。ショートフィルム、ミュージックビデオ、イベント映像制作等幅広く活動中。2022年から京都を拠点としている。

## 作品

### 短編映画
- 河童の鳴き声（2012年） - 監督・脚本・編集
- レ・ミゼラぶらない（2013年） - 監督・脚本・編集[1]
- ビル＆ベティ／SURE THING（2014年） - 監督・編集
- NOPPERABOU（2015年） - 監督・編集
- Till Death（2016年） - 監督・編集
- 食人鬼-Jikininki-（2016年） - 監督・編集[2]
- The Actor and the Model（2017年） - 監督・編集
- The Daughter（「The Wheel」内の一編・2017年） - 監督・編集
- The Student（「The Wheel」内の一編・2017年） - 撮影・編集
- ぞめきのくに（2019年） -  監督[3]
- レンブとゆりかご（2021年） - 監督・脚本[4]

### MV
- the band apart「銀猫街１丁目」(2012年) - 撮影
- the band apart「仇になっても」(2013年) - 撮影
- 美女♂men Z「元氣魂」(2015年) - 監督・撮影・編集
- ovaloops「Resound scene」(2017年) - 監督

### DVD
- the band apart「510×283」(2014年) - 撮影

### その他
- asian gothic label presents「川崎亘一のギターとヘネシーvol.1」イベント配布用DVD（2012年） - 撮影
- GyaOえほん動画/ストーリーゲート「埴生の宿」(2015年) - 監督・編集
- ストーリーゲート「かもめ」(2016年) - 撮影・編集
- 令和４年 荒川区公式プロモーションムービー(2022年) - 監督・編集

## 受賞・ノミネート
2012年
- 福岡インディペンデント映画祭2012 奨励賞（『河童の鳴き声』）[5]

2015年
- 福岡インディペンデント映画祭2015 60分部門グランプリ（『NOPPERABOU』）[6]

2017年
- Seoul Web Fest 2017 ベストキャスト賞（『Till Death』）

2019年
- 4K・VR徳島映画祭2019 あわ文化振興部門映像賞（『ぞめきのくに』）[7][8]

2020年
- ショートショートフィルムフェスティバル＆アジア2020 ジャパン部門ノミネート（『ぞめきのくに』）[9]

2021年
- 4Ｋ･VR徳島映画祭2021 一般部門ノミネート（『レンブとゆりかご』）[10]

2022年
- 第５回 渋谷TANPEN映画祭CLIMAXat佐世保2021-22 佐世保市長賞（『レンブとゆりかご』）[11]
- 第６回 岩槻映画祭 準グランプリ（『レンブとゆりかご』）[12]